# (15632) Magee-Sauer
(15632) Magee-Sauer (2000 HU70) – planetoida z pasa głównego asteroid okrążająca Słońce w ciągu 3,44 lat w średniej odległości 2,28 j.a. Odkryta 26 kwietnia 2000 roku.